# Ȿ

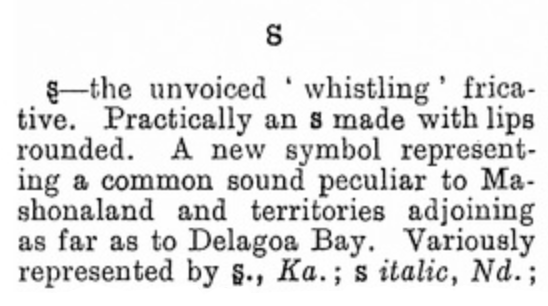
Presentación de Ȿ, según Bertram Herbert Barnes

Ȿ (minúscula: ȿ) es una letra latina s con una "cola" (codificada por Unicode, en los puntos de código U+2C7E para mayúsculas y U+023F para minúsculas) que fue utilizada como símbolo fonético por lingüistas que estudiaban lenguas africanas al representar el sonido [sʷ].
En 1931, se adoptó en la ortografía del idioma shona para representar una s "silbada", pero se eliminó en 1955 debido a la falta de la letra en las máquinas de escribir y en las fuentes. Hoy se utiliza el dígrafo sv.